# Молодіжний чемпіонат світу з хокею із шайбою 2013
Молодіжний чемпіонат світу з хокею із шайбою 2013 — 37-й розіграш чемпіонату світу з хокею серед молодіжних команд, що було проведено з 26 грудня 2012 по 5 січня 2013-го року у російському місті Уфа. Всі матчі були зіграні на двох аренах: «Уфа-Арена» та льодовий палац «Салават Юлаєв».
Чемпіоном, втретє в своїй історії, стала молодіжна збірна команда Сполучених Штатів Америки. У фінальному поєдинку «зірково-смугасті» здолали шведів, не дозволивши останнім відстояти свій титул здобутий у 2012 році.
Найкращим бомбардиром турніру, з показником у 15 очок став канадієць Райан Нюджент-Гопкінс. Найціннішим гравцем турніру було визнано воротаря переможців Джона Гібсона.

## Регламент змагань
Згідно з регламентом змагань, 10 команд, що поділені на дві групи, проводять по чотири зустрічі всередині групи за круговою системою. За підсумками цих поєдинків, переможці груп одразу потрапляють до півфіналів, команди, що посіли 2-е та 3-є місця виходять до чвертьфіналів. Решта команд потрапляють до втішного раунду, де змагаються за право і на наступний рік виступати в елітному дивізіоні.

## Склад груп
| Група A                                                                   | Група B                                                          |
| ------------------------------------------------------------------------- | ---------------------------------------------------------------- |
| Уфа, ЛП «Салават Юлаєв» - Латвія - Фінляндія - Чехія - Швейцарія - Швеція | Уфа, «Уфа-Арена» - Канада - Німеччина - Росія - Словаччина - США |

## Попередній раунд
Час початку усіх матчів місцевий (UTC+6)
|  | Команда переходить у півфінал             |
|  | Команда переходить у чвертьфінал          |
|  | Команда змагається у турнірі на вибування |

### Група A
| Команда   | І | В | ВО | ПО | П | Ш       | +/- | О  |
| --------- | - | - | -- | -- | - | ------- | --- | -- |
| Швеція    | 4 | 3 | 1  | 0  | 0 | 19 - 8  | +11 | 11 |
| Чехія     | 4 | 2 | 1  | 0  | 1 | 12 - 10 | +2  | 8  |
| Швейцарія | 4 | 1 | 0  | 3  | 0 | 16 - 14 | +2  | 6  |
| Фінляндія | 4 | 1 | 1  | 0  | 2 | 15 - 15 | 0   | 5  |
| Латвія    | 4 | 0 | 0  | 0  | 4 | 6 - 21  | -15 | 0  |

### Група B
| Команда    | І | В | ВО | ПО | П | Ш       | +/- | О  |
| ---------- | - | - | -- | -- | - | ------- | --- | -- |
| Канада     | 4 | 4 | 0  | 0  | 0 | 21 - 8  | +13 | 12 |
| Росія      | 4 | 2 | 1  | 0  | 1 | 13 - 7  | +6  | 8  |
| США        | 4 | 2 | 0  | 0  | 2 | 19 - 7  | +12 | 6  |
| Словаччина | 4 | 0 | 1  | 1  | 2 | 10 - 19 | -9  | 3  |
| Німеччина  | 4 | 0 | 0  | 1  | 3 | 4 - 26  | -22 | 1  |

## Турнір на вибування
|  | Команда кваліфікується на чемпіонат світу 2014 |
|  | Команда вибуває до дивізіону IA                |

| Команда    | І | В | ВО | ПО | П | Ш       | +/- | О |
| ---------- | - | - | -- | -- | - | ------- | --- | - |
| Фінляндія  | 3 | 3 | 0  | 0  | 0 | 24 - 5  | +19 | 9 |
| Словаччина | 3 | 1 | 1  | 0  | 1 | 11 - 15 | -4  | 5 |
| Німеччина  | 3 | 1 | 0  | 1  | 1 | 6 - 12  | -6  | 4 |
| Латвія     | 3 | 0 | 0  | 0  | 3 | 6 - 15  | -9  | 0 |

Час початку матчів місцевий (MST/UTC+6)
| 2 січня 2013 17:00 | Фінляндія | 8 : 0 (1:0, 2:0, 5:0) | Німеччина | ЛП «Салават Юлаєв» Глядачів: 1 308 |

| Протокол | Протокол                        | Протокол  | Протокол | Протокол                                                                         |
| -------- | ------------------------------- | --------- | -------- | -------------------------------------------------------------------------------- |
|          | Ювонен                          | Голкіпери | Куппер   | Арбітри: Сергій Кулаков Даніель Стрікер Лінійні судді: Раівіс Ючерс Дмитро Сівов |
|          | 1:0 2:0 3:0 4:0 5:0 6:0 7:0 8:0 |           |          | Арбітри: Сергій Кулаков Даніель Стрікер Лінійні судді: Раівіс Ючерс Дмитро Сівов |
| 6 хв.    | Вилучення                       | 16 хв.    |          | Арбітри: Сергій Кулаков Даніель Стрікер Лінійні судді: Раівіс Ючерс Дмитро Сівов |
| 56       | Кидки                           | 15        |          | Арбітри: Сергій Кулаков Даніель Стрікер Лінійні судді: Раівіс Ючерс Дмитро Сівов |

| 3 січня 2013 17:00 | Словаччина | 5 : 3 (1:1, 2:0, 2:2) | Латвія | ЛП «Салават Юлаєв» Глядачів: 1 457 |

| Протокол | Протокол                        | Протокол  | Протокол   | Протокол                                                                     |
| -------- | ------------------------------- | --------- | ---------- | ---------------------------------------------------------------------------- |
|          | Надь                            | Голкіпери | Мерзликінс | Арбітри: Георг Яблуков Ярі Левонен Лінійні судді: Тобіас Хастер Дмитро Сівов |
|          | 0:1 1:1 2:1 3:1 3:2 3:3 4:3 5:3 |           |            | Арбітри: Георг Яблуков Ярі Левонен Лінійні судді: Тобіас Хастер Дмитро Сівов |
| 6 хв.    | Вилучення                       | 8 хв.     |            | Арбітри: Георг Яблуков Ярі Левонен Лінійні судді: Тобіас Хастер Дмитро Сівов |
| 27       | Кидки                           | 40        |            | Арбітри: Георг Яблуков Ярі Левонен Лінійні судді: Тобіас Хастер Дмитро Сівов |

| 4 січня 2013 15:00 | Німеччина | 5 : 2 (0:1, 3:0, 2:1) | Латвія | ЛП «Салават Юлаєв» Глядачів: 1 382 |

| Протокол | Протокол                    | Протокол | Протокол | Протокол                                                                           |
| -------- | --------------------------- | -------- | -------- | ---------------------------------------------------------------------------------- |
|          |                             |          |          | Арбітри: Роман Гофман Мікаель Щоквіст Лінійні судді: Франсуа Дюссуро Роман Кадерлі |
|          | 0:1 1:1 2:1 3:1 4:1 5:1 5:2 |          |          |                                                                                    |
| 12 хв.   | Вилучення                   | 24 хв.   |          |                                                                                    |
| 40       | Кидки                       | 27       |          |                                                                                    |

| 4 січня 2013 19:00 | Фінляндія | 11 : 4 (3:0, 4:3, 4:1) | Словаччина | ЛП «Салават Юлаєв» Глядачів: 1 352 |

| Протокол | Протокол                                                      | Протокол | Протокол | Протокол                                                                          |
| -------- | ------------------------------------------------------------- | -------- | -------- | --------------------------------------------------------------------------------- |
|          |                                                               |          |          | Арбітри: Сергій Кулаков Даніель Стрікер Лінійні судді: Тобіас Хастер Раівіс Ючерс |
|          | 1:0 2:0 3:0 4:0 5:0 6:0 6:1 6:2 6:3 7:3 7:4 8:4 9:4 10:4 11:4 |          |          |                                                                                   |
| 20 хв.   | Вилучення                                                     | 8 хв.    |          |                                                                                   |
| 36       | Кидки                                                         | 24       |          |                                                                                   |

## Плей-оф
|  | Чвертьфінали | Чвертьфінали | Чвертьфінали |  |  | Півфінали | Півфінали | Півфінали |  |  | Фінал               | Фінал               | Фінал               |
|  |              |              |              |  |  |           |           |           |  |  |                     |                     |                     |
|  |              |              |              |  |  | В1        | Канада    | 1         |  |  |                     |                     |                     |
|  | А2           | Чехія        | 0            |  |  | В3        | США       | 5         |  |  |                     |                     |                     |
|  | В3           | США          | 7            |  |  |           |           |           |  |  | А1                  | Швеція              | 1                   |
|  |              |              |              |  |  |           |           |           |  |  | В3                  | США                 | 3                   |
|  |              |              |              |  |  | А1        | Швеція    | 3         |  |  |                     |                     |                     |
|  | В2           | Росія        | 4            |  |  | B2        | Росія     | 2         |  |  | Матч за третє місце | Матч за третє місце | Матч за третє місце |
|  | А3           | Швейцарія    | 3            |  |  |           |           |           |  |  | В1                  | Канада              | 5                   |
|  |              |              |              |  |  |           |           |           |  |  | В2                  | Росія               | 6                   |

### Чвертьфінали
| 2 січня 2014 15:00 | Чехія | 0 : 7 (0:1, 0:5, 0:1) | США | «Уфа-Арена» Глядачів: 3 247 |

| Протокол | Протокол  | Протокол | Протокол | Протокол                |
| -------- | --------- | -------- | -------- | ----------------------- |
|          |           |          |          | Арбітри: Лінійні судді: |
|          |           |          |          |                         |
| 44 хв.   | Вилучення | 20 хв.   |          |                         |
| 31       | Кидки     | 37       |          |                         |

| 2 січня 2013 19:00 | Росія | 4 : 3 (ШК) (1:1, 1:1, 1:1; 0:0, 1:0) | Швейцарія | «Уфа-Арена» Глядачів: 7 530 |

| Протокол | Протокол  | Протокол | Протокол | Протокол                |
| -------- | --------- | -------- | -------- | ----------------------- |
|          |           |          |          | Арбітри: Лінійні судді: |
|          |           |          |          |                         |
| 16 хв.   | Вилучення | 18 хв.   |          |                         |
| 37       | Кидки     | 44       |          |                         |

### Півфінали
| 3 січня 2013 15:00 | Канада | 1 : 5 (0:2, 0:2, 1:1) | США | «Уфа-Арена» Глядачів: 4 781 |

| Протокол | Протокол  | Протокол | Протокол | Протокол                |
| -------- | --------- | -------- | -------- | ----------------------- |
|          |           |          |          | Арбітри: Лінійні судді: |
|          |           |          |          |                         |
| 16 хв.   | Вилучення | 6 хв.    |          |                         |
| 34       | Кидки     | 42       |          |                         |

| 3 квітня 2013 19:00 | Швеція | 3 : 2 (ШК) (2:0, 0:1, 0:1; 0:0, 1:0) | Росія | «Уфа-Арена» Глядачів: 7 698 |

| Протокол | Протокол  | Протокол | Протокол | Протокол                |
| -------- | --------- | -------- | -------- | ----------------------- |
|          |           |          |          | Арбітри: Лінійні судді: |
|          |           |          |          |                         |
| 2 хв.    | Вилучення | 4 хв.    |          |                         |
| 41       | Кидки     | 29       |          |                         |

### Матч за 5-е місце
| 4 січня 2013 19:00 | Чехія | 4 : 3 (0:1, 3:1, 1:1) | Швейцарія | «Уфа-Арена» Глядачів: 1 733 |

| Протокол | Протокол  | Протокол | Протокол | Протокол                |
| -------- | --------- | -------- | -------- | ----------------------- |
|          |           |          |          | Арбітри: Лінійні судді: |
|          |           |          |          |                         |
| 20 хв.   | Вилучення | 20 хв.   |          |                         |
| 37       | Кидки     | 23       |          |                         |

### Матч за 3-є місце
| 5 січня 2013 15:00 | Канада | 5 : 6 (От) (2:3, 2:1, 1:1; 0:1) | Росія | «Уфа-Арена» Глядачів: 7 617 |

| Протокол                                                                                        | Протокол                                    | Протокол                                                                                         | Протокол | Протокол                                                                     |
| ----------------------------------------------------------------------------------------------- | ------------------------------------------- | ------------------------------------------------------------------------------------------------ | -------- | ---------------------------------------------------------------------------- |
|                                                                                                 | Біннінгтон Саббен                           | Голкіпери                                                                                        | Макаров  | Арбітри: Геррі Думас Стіві Патафі Лінійні судді: Томмі Джордж Антон Семьонов |
| Ньюджент-Гопкінс - 06:58 Юбердо (Б) - 15:51 Шейфеле (Б) - 23:16 Мерфі (Б) - 32:53 Рітчі - 50:46 | 0:1 0:2 1:2 1:3 2:3 3:3 3:4 4:4 4:5 5:5 5:6 | 03:31 - Хохлачов 04:56 - Якупов (Б) 07:54 - Дьяков 24:23 - Мозер 41:00 - Якупов 61:35 - Нічушкін |          | Арбітри: Геррі Думас Стіві Патафі Лінійні судді: Томмі Джордж Антон Семьонов |
| 10 хв.                                                                                          | Вилучення                                   | 10 хв.                                                                                           |          | Арбітри: Геррі Думас Стіві Патафі Лінійні судді: Томмі Джордж Антон Семьонов |
| 45                                                                                              | Кидки                                       | 25                                                                                               |          | Арбітри: Геррі Думас Стіві Патафі Лінійні судді: Томмі Джордж Антон Семьонов |

### Фінал
| 5 січня 2013 19:00 | Швеція | 1 : 3 (0:0, 1:2, 0:1) | США | «Уфа-Арена» Глядачів: 6 001 |

| Протокол             | Протокол        | Протокол                                              | Протокол | Протокол                                                                 |
| -------------------- | --------------- | ----------------------------------------------------- | -------- | ------------------------------------------------------------------------ |
|                      | Лундстрем       | Голкіпери                                             | Гібсон   | Арбітри: Дідьє Массі Пет Сміт Лінійні судді: Станіслав Рамін Петер Штано |
| Сандберг (Б) - 21:09 | 0:1 1:1 1:2 1:3 | 27:42 - Грімалді 30:27 - Грімалді 59:44 - Трочек (ПВ) |          | Арбітри: Дідьє Массі Пет Сміт Лінійні судді: Станіслав Рамін Петер Штано |
| 8 хв.                | Вилучення       | 8 хв.                                                 |          | Арбітри: Дідьє Массі Пет Сміт Лінійні судді: Станіслав Рамін Петер Штано |
| 27                   | Кидки           | 36                                                    |          | Арбітри: Дідьє Массі Пет Сміт Лінійні судді: Станіслав Рамін Петер Штано |

## Статистика

### Бомбардири
Список найрезультативніших гравців, сортованих за кількістю набраних очок.
| Гравець               | І | Ш | A  | О  | Штр | +/- |
| --------------------- | - | - | -- | -- | --- | --- |
| Райан Нюджент-Гопкінс | 6 | 4 | 11 | 15 | 4   | +6  |
| Йоель Арміа           | 6 | 6 | 6  | 12 | 12  | 0   |
| Маркус Гранлунд       | 6 | 5 | 7  | 12 | 4   | -1  |
| Теуво Терявяйнен      | 6 | 5 | 6  | 11 | 2   | +6  |
| Джонні Годро          | 7 | 7 | 2  | 9  | 4   | +2  |
| Марко Даньо           | 6 | 4 | 5  | 9  | 12  | -1  |
| Джейкоб Троуба        | 7 | 4 | 5  | 9  | 10  | +2  |
| Джонатан Юбердо       | 6 | 3 | 6  | 9  | 4   | 0   |
| Джей Ті Міллер        | 7 | 2 | 7  | 9  | 2   | +5  |
| Свен Андрігетто       | 6 | 5 | 3  | 8  | 4   | +1  |
| Марк Шейфеле          | 6 | 5 | 3  | 8  | 2   | +1  |

Джерело: iihf.com [Архівовано 19 лютого 2014 у Wayback Machine.] (англ.)

### Найкращі воротарі
Список п'яти найращих воротарів, сортованих за відсотком відбитих кидків. У список включені лише ті голкіпери, котрі провели щонайменше 40% ігрового часу команди.
| Гравець             | ІЧ     | КВ  | ПШ | КН   | %ВБ   | І«0» |
| ------------------- | ------ | --- | -- | ---- | ----- | ---- |
| Джон Гібсон         | 398:07 | 202 | 9  | 1.36 | 95.54 | 1    |
| Андрій Василевський | 264:50 | 160 | 8  | 1.81 | 95.00 | 1    |
| Ніклас Лундстрем    | 224:25 | 107 | 6  | 1.60 | 94.39 | 0    |
| Андрій Макаров      | 180:31 | 134 | 9  | 2.99 | 93.28 | 0    |
| Мелвін Ніффелер     | 261:39 | 164 | 16 | 3.67 | 90.24 | 0    |

Джерело: iihf.com [Архівовано 19 лютого 2014 у Wayback Machine.] (англ.)

### Нагороди
Найкращі гравці, обрані дирекцією ІІХФ
- Найкращий воротар:  Джон Гібсон
- Найкращий захисник:  Джейкоб Труба
- Найкращий нападник:  Райан Нюджент-Гопкінс

Команда усіх зірок, обрана ЗМІ
- Воротар:  Джон Гібсон
- Захисники:  Джейкоб Труба —  Джейк Мак-Кейб
- Нападники:  Райан Нюджент-Гопкінс —  Джонні Годро —  Філіп Форсберг
- Найцінніший гравець:  Джон Гібсон

## Судді
ІІХФ обрала 12 головних суддів і 10 лінійних для забезпечення судійства на чемпіонаті світу:
| Головні судді - Мікаель Норд - Георг Яблуков - Сергій Кулаков - Павел Годек - Стіві Патафі - Даніель Стрікер | Головні судді - Дідьє Массі - Ярі Левонен - Геррі Думас - Мікаель Щоквіст - Пет Сміт - Роман Гофман | Лінійні судді - Раівіс Ючерс - Роман Кадерлі - Антон Семьонов - Томмі Джордж - Станіслав Рамін | Лінійні судді - Массі Пуолака - Тобіас Хастер - Дмитро Сівов - Петер Штано - Франсуа Дюссуро |

## Дивізіон I

### Група A
Матчі відбулись 9-15 грудня у Ам'єні (Франція).
| Збірна      | НОР    | БІЛ | ДАН    | СЛО   | АВС   | ФРА | Ш     | О. |
| ----------- | ------ | --- | ------ | ----- | ----- | --- | ----- | -- |
| 1. Норвегія |        | 4:2 | 3:2 от | 5:1   | 4:1   | 3:1 | 19:07 | 14 |
| 2. Білорусь | 2:4    |     | 4:1    | 2:0   | 2:0   | 9:3 | 19:8  | 12 |
| 3. Данія    | 2:3 от | 1:4 |        | 4:3   | 8:3   | 5:2 | 20:15 | 10 |
| 4. Словенія | 1:5    | 0:2 | 3:4    |       | 4:3 б | 5:0 | 13:14 | 5  |
| 5. Австрія  | 1:4    | 0:2 | 3:8    | 3:4 б |       | 6:3 | 13:21 | 4  |
| 6. Франція  | 1:3    | 3:9 | 2:5    | 0:5   | 3:6   |     | 09:28 | 0  |

### Група В
Матчі відбулись 10-16 грудня у Донецьку (Україна).
| Збірна             | ПОЛ | КАЗ   | ІТА | УКР   | ВБР   | ХОР | Ш    | О. |
| ------------------ | --- | ----- | --- | ----- | ----- | --- | ---- | -- |
| 1. Польща          |     | 6:3   | 3:2 | 0:2   | 6:2   | 5:0 | 20:9 | 12 |
| 2. Казахстан       | 3:6 |       | 2:1 | 2:1 б | 4:1   | 5:0 | 16:9 | 11 |
| 3. Італія          | 2:3 | 1:2   |     | 3:1   | 6:0   | 3:0 | 15:6 | 9  |
| 4. Україна         | 2:0 | 1:2 б | 1:3 |       | 2:1 б | 2:1 | 8:7  | 9  |
| 5. Велика Британія | 2:6 | 1:4   | 0:6 | 1:2 б |       | 4:0 | 8:18 | 4  |
| 6. Хорватія        | 0:5 | 0:5   | 0:3 | 1:2   | 0:4   |     | 1:19 | 0  |

## Дивізіон II

### Група A
Матчі відбулись 9-15 грудня у Брашові (Румунія).
| Збірна        | ЯПО | УГО   | РУМ | НІД   | ЛИТ | ІСП | Ш     | О. |
| ------------- | --- | ----- | --- | ----- | --- | --- | ----- | -- |
| 1. Японія     |     | 7:2   | 4:1 | 8:2   | 6:3 | 6:1 | 31:8  | 15 |
| 2. Угорщина   | 2:7 |       | 5:1 | 6:5от | 3:1 | 6:2 | 22:16 | 11 |
| 3. Румунія    | 1:4 | 1:5   |     | 5:4   | 5:3 | 6:3 | 18:19 | 8  |
| 4. Нідерланди | 2:8 | 5:6от | 4:5 |       | 2:1 | 5:3 | 17:23 | 7  |
| 5. Литва      | 3:6 | 1:3   | 3:5 | 1:2   |     | 6:3 | 14:19 | 3  |
| 6. Іспанія    | 1:6 | 2:6   | 3:6 | 3:5   | 3:6 |     | 12:29 | 0  |

### Група B
Матчі відбулись 12-18 січня у Белграді (Сербія).
| Збірна            | ЕСТ  | КОР | СЕР | АВС | ІСЛ  | БЕЛ  | Ш     | О. |
| ----------------- | ---- | --- | --- | --- | ---- | ---- | ----- | -- |
| 1. Естонія        |      | 8:3 | 9:0 | 8:0 | 12:1 | 25:2 | 62:6  | 15 |
| 2. Південна Корея | 3:8  |     | 4:2 | 5:1 | 5:1  | 6:2  | 23:14 | 11 |
| 3. Сербія         | 0:9  | 2:4 |     | 1:3 | 7:1  | 7:4  | 17:21 | 6  |
| 4. Австралія      | 0:8  | 1:5 | 3:1 |     | 3:5  | 5:3  | 12:22 | 6  |
| 5. Ісландія       | 1:12 | 1:5 | 1:7 | 5:3 |      | 4:2  | 12:29 | 6  |
| 6. Бельгія        | 2:25 | 2:6 | 4:7 | 3:5 | 2:4  |      | 13:47 | 0  |

## Дивізіон III
Матчі відбулись 14-20 січня у Софія (Болгарія).
| Збірна           | КИТ  | БОЛ  | НВЗ | МЕК  | ТУР  | ОАЕ | Ш     | О. |
| ---------------- | ---- | ---- | --- | ---- | ---- | --- | ----- | -- |
| 1. КНР           |      | 10:1 | 4:1 | 6:1  | 7:3  | 5:0 | 32:6  | 15 |
| 2. Болгарія      | 1:10 |      | 6:0 | 3:1  | 4:3  | 5:0 | 19:14 | 12 |
| 3. Нова Зеландія | 1:4  | 0:6  |     | 1:0  | 6:2  | 5:0 | 13:12 | 9  |
| 4. Мексика       | 1:6  | 1:3  | 0:1 |      | 11:2 | 5:0 | 18:12 | 6  |
| 5. Туреччина     | 3:7  | 3:4  | 2:6 | 2:11 |      | 5:0 | 19:24 | 3  |
| 6. ОАЕ           | 0:0  | 0:0  | 0:0 | 0:0  | 0:0  |     | 0:0   | 0  |

- Збірна ОАЕ виступала поза конкурсом, програвши усі матчі з загальною різницею 2:68.